# Monet-Goyon
Monet-Goyon is een historisch Frans merk van motorfietsen, tricycles, autowheels en scooters.
Ets. Monet & Goyon in Mâcon produceerde deze voertuigen van 1917 tot 1957.
Franse fabriek die in de Eerste Wereldoorlog ontstond toen Joseph Monet en Adrian Goyon een driewielig voertuig bouwden voor gewondentransport. Na 1918 bouwden zij nog een driewieler, en al snel ook motorfietsen met 172- tot 346 cc Villiers-tweetaktmotoren. Hoewel men Villiers trouw bleef en zelfs Villiers-motoren in licentie bouwde, was Monet & Goyon ook de grootste afnemer van MAG-motoren.
In 1929 nam men het merk Koehler-Escoffier over maar beide merken bleven naast elkaar bestaan. Na de Tweede Wereldoorlog bouwde men 98- tot 232 cc tweetaktjes en in de jaren vijftig de Starlet scooter. In 1957 werd het bedrijf opgedoekt.

## Galerie

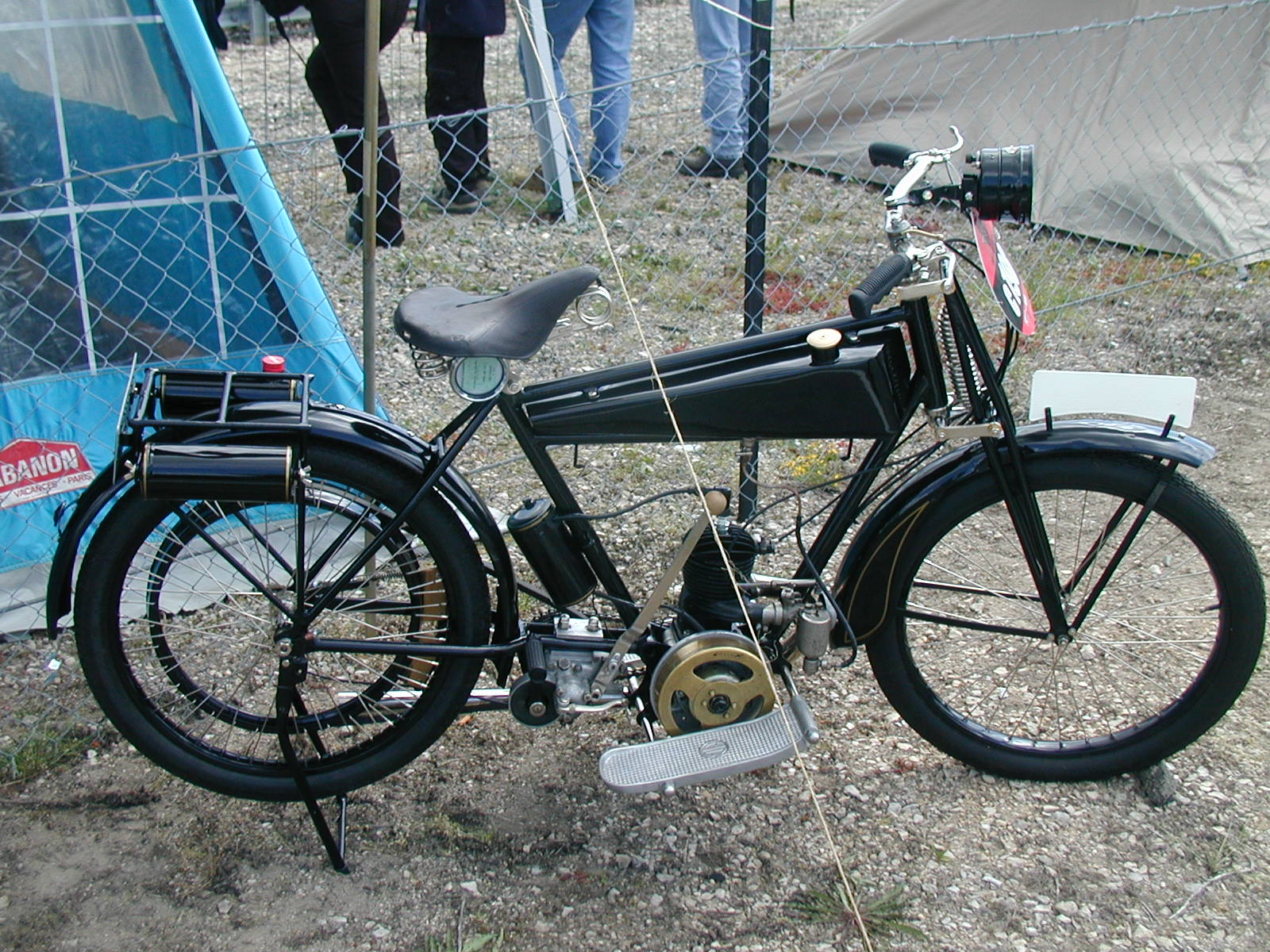
Monet-Goyon 147 Z van rond 1923
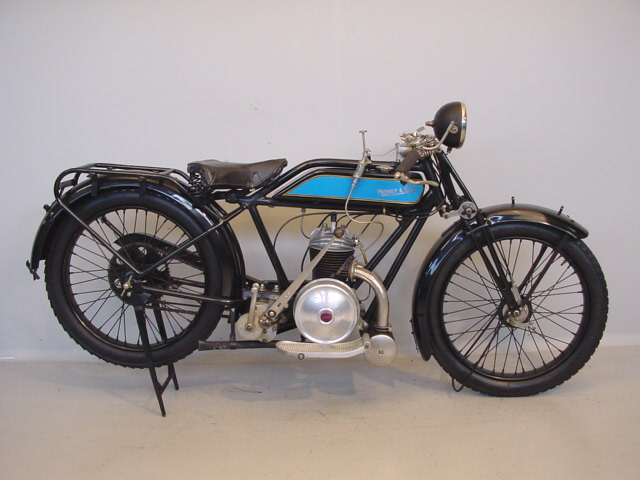
De Monet Goyon RC 4 C uit 1927 had een 350 cc Villiers-tweetaktmotor
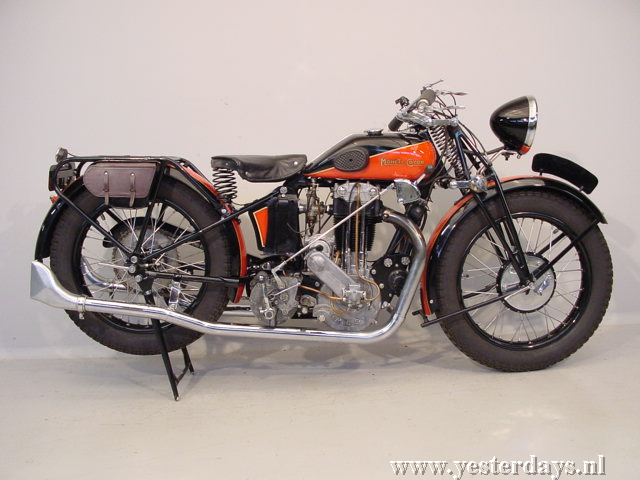
Monet-Goyon Model HA (500 cc MAG) uit 1932
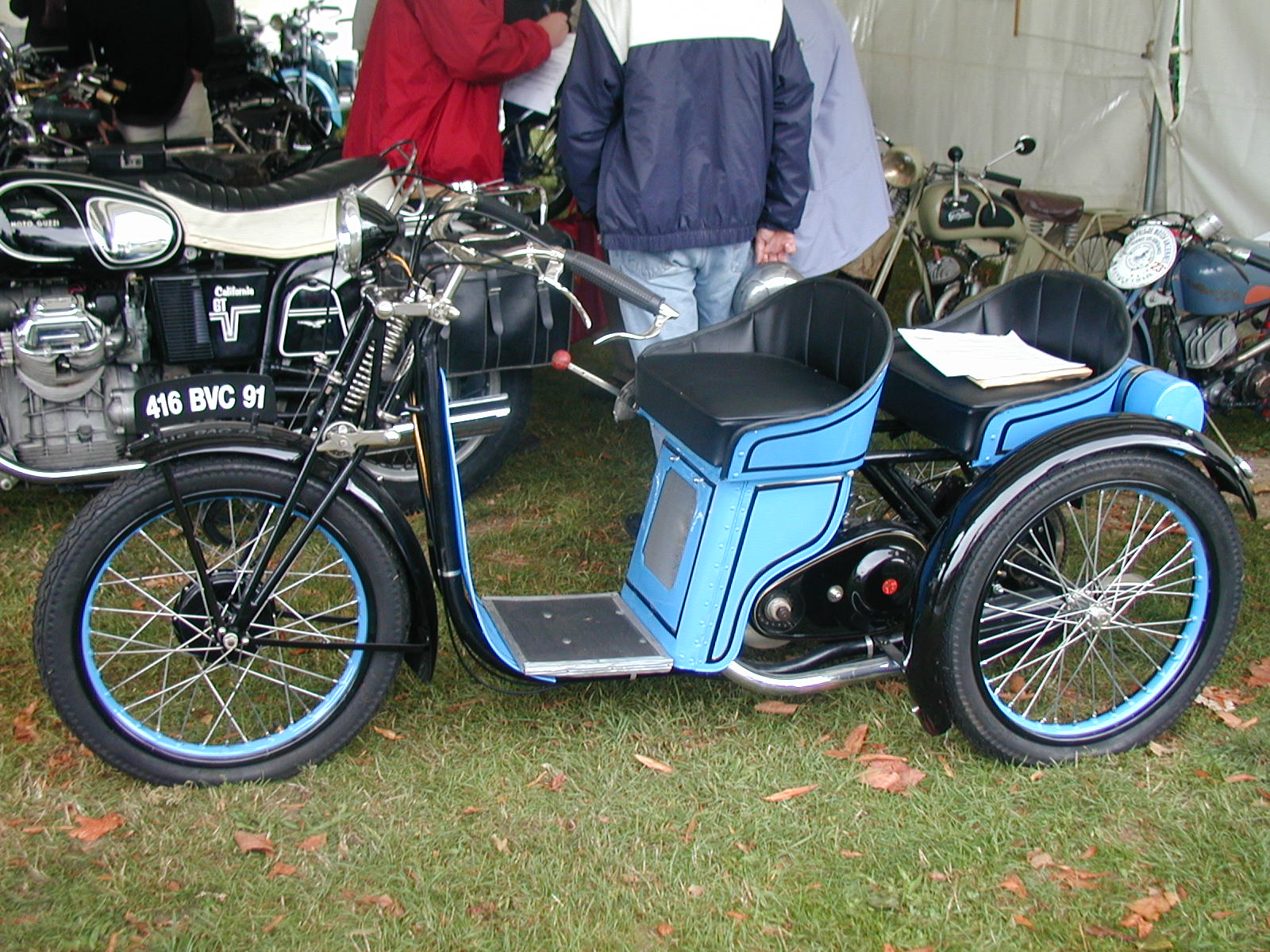
Monet-Goyon 250 Auto-Mouche GZO tricycle uit 1936